# Deadpool (film)
Deadpool is een Amerikaanse komische superheldenfilm uit 2016, gebaseerd op het Marvel Comics-personage Deadpool. Het is de achtste film in de X-Men filmserie. De hoofdrollen worden vertolkt door Ryan Reynolds, Morena Baccarin, Ed Skrein, T.J. Miller en Gina Carano. De film ging op 8 februari 2016 in première in Le Grand Rex, Parijs.

## Verhaal
Wade Wilson is een jonge huurmoordenaar met een gouden hart die graag lol maakt. Wanneer hij Vanessa ontmoet, krijgen de twee een vaste relatie. Wade is gelukkig, totdat hij van een arts te horen krijgt dat hij kanker heeft in een terminale fase.
Als een recruiter van een geheimzinnige organisatie Wade benadert om van hem een superheld te maken, gaat hij akkoord om zo te kunnen genezen. 
Tijdens dit experiment is hij in handen van Ajax en Angel Dust (later komt Wade erachter dat Ajax eigenlijk Francis heet). Na weken zonder resultaat wordt Wade door Francis in een luchtdichte buis gestopt als Wade een grapje maakt over de naam Francis. Deze agressieve behandeling slaat wel aan en hij wordt Immuun voor alles. Wade is onsterfelijk, maar zijn huid is ondertussen ook zwaar verminkt. Als hij kan ontsnappen uit de buis ontstaat er een gevecht tussen Francis en Wade. Francis denkt dat hij Wade heeft verslagen en laat hem voor dood achter, maar als iedereen weg is komt Wade weer tot leven. 
In zijn nieuwe, zwaar verminkte vorm kan hij Vanessa niet meer onder ogen komen. Hij trekt zich terug voor Vanessa en de enigen die van Wades bestaan afweten zijn zijn beste vriend Weasel en een blinde vrouw, Althea, met wie hij samenwoont.
Wade laat het hierbij niet zitten en gaat in een rode outfit met masker onder de naam Deadpool achter de organisatie aan om Francis te zoeken (hij is de enige die Wade's verminkingen kan genezen) en zo wraak te nemen voor wat ze hem hebben aangedaan. Een voor een schakelt hij iedereen uit totdat hij Francis heeft gevonden.
Francis kan ontsnappen omdat X-Men Colossus en Negasonic Teenage Warhead zich met de strijd bemoeien. Eigenlijk willen de twee Deadpool bij hun team vragen. Wade weigert, hierop neemt Colossus Wade gevangen omdat hij het onverantwoord vindt hoe Wade alle "slechteriken" genadeloos vermoordt. Wade ontsnapt en keert huiswaarts.
Nu zijn enige kans om Francis terug te vinden verloren is gegaan gaat Wade op aanraden van zijn vrienden Vanessa terug opzoeken. Hij twijfelt, maar dan komt hij te weten dat Francis Vanessa ontvoerd heeft. Wade vraagt hulp aan Colossus en Negasonic Teenage Warhead, die hem wel willen helpen als hij nog eens nadenkt over zijn beslissing. Ze gaan met zijn drieën naar Francis en Angel Dust om Vanessa te bevrijden. Bij dit gevecht ontdekt ook de vastgebonden Vanessa dat Wade nog leeft. Uiteindelijk verslaan ze Francis en Angel Dust en Vanessa wordt bevrijd. Francis verklaart dat Wade's verminkingen onherroepelijk zijn. Hierop schiet Wade hem door het hoofd, ondanks Colossus' aandringen om hem te sparen.
Vanessa is boos op Wade omdat ze dacht dat hij niet meer in leven was. Wade vertelt alles wat hij heeft meegemaakt en dat hij niet meer is wie hij was. Toch wil Vanessa de Wade achter het masker zien. Als Wade zijn gezicht laat zien kan Vanessa daar wel mee leven.
Na de aftiteling van de film is in een kort filmpje te zien dat Wade in de outfit van Deadpool verbaasd is dat er nog mensen in de bioscoopzaal zitten. Hij zegt dat iedereen gerust naar huis mag gaan, maar dan verklapt hij toch nog iets over een vervolgfilm.

## Rolverdeling
| Acteur                                                                                   | Rol                       |
| ---------------------------------------------------------------------------------------- | ------------------------- |
| Ryan Reynolds                                                                            | Wade Wilson / Deadpool    |
| Morena Baccarin                                                                          | Vanessa                   |
| Ed Skrein                                                                                | Francis / Ajax            |
| Andre Tricoteux (motion capture) Stefan Kapičić (stem) Greg LaSalle (facial performance) | Colossus                  |
| Brianna Hildebrand                                                                       | Negasonic Teenage Warhead |
| Gina Carano                                                                              | Angel Dust                |
| T.J. Miller                                                                              | Weasel                    |
| Leslie Uggams                                                                            | Blind Al                  |
| Karan Soni                                                                               | Dopinder                  |
| Michael Benyaer                                                                          | Krijgsheer                |
| Isaac C. Singleton Jr.                                                                   | Boothe                    |
| Stan Lee                                                                                 | Strip Club DJ             |
| Rob Liefeld                                                                              | Zichzelf                  |

## Achtergrond

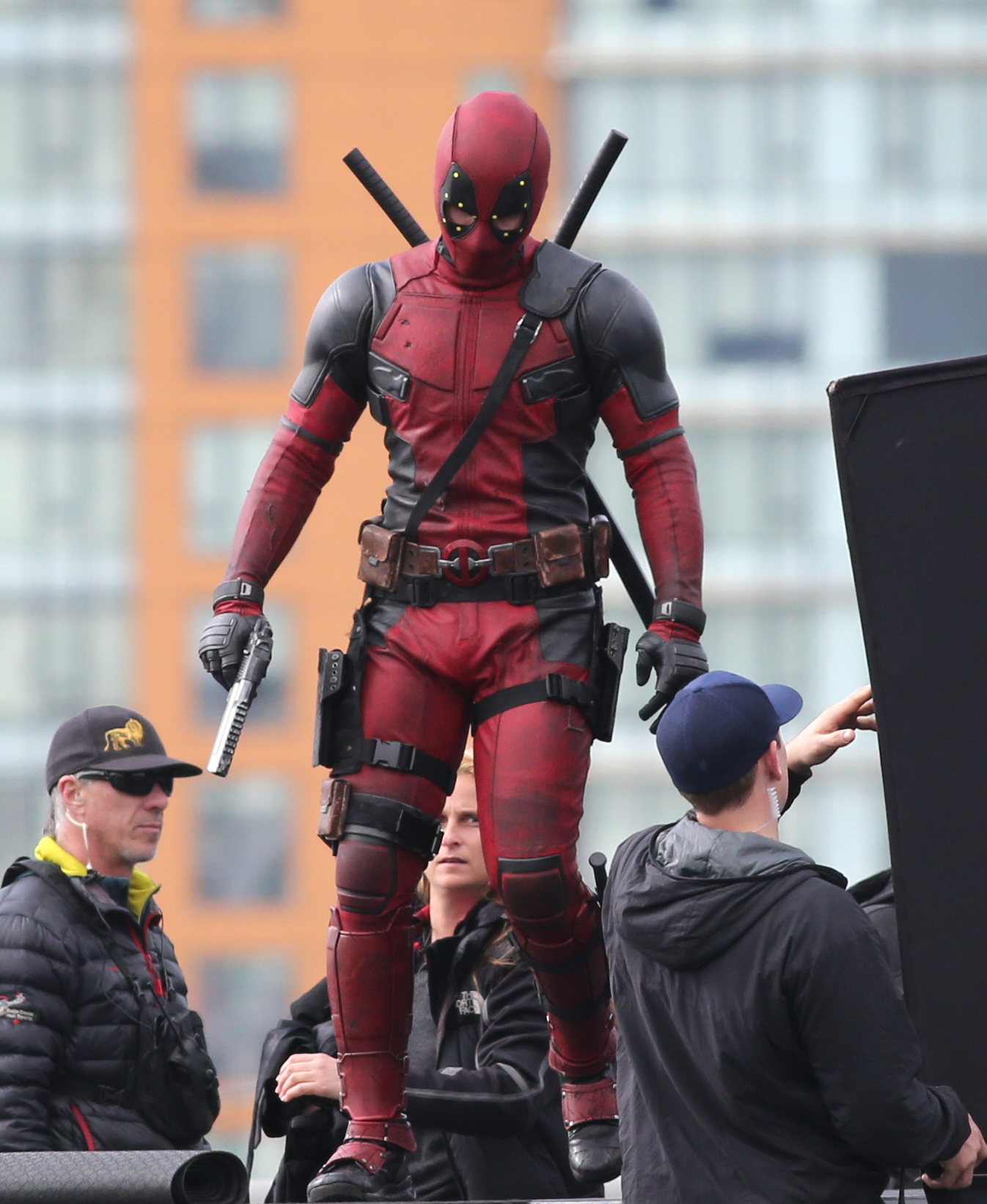
Ryan Reynolds als Deadpool op de set in Vancouver op 6 april 2015.

### Ontwikkeling
In 2004 was New Line Cinema al bezig met ideeën over de superheld. Maar een film gebaseerd op een X-Men spin-off werd nooit gerealiseerd. Met stopzetten van het filmproject werd 20th Century Fox geïnteresseerd in de superheld. Echter werd er gekozen om het personage Deadpool eerst in de film X-Men Origins: Wolverine te laten spelen, waarmee de rol van Deadpool ook werd toegewezen aan Ryan Reynolds. Marvel Entertainment en 20th Century Fox besloten om het karakter van Deadpool een vervolg te geven in een eigen film. In april 2011 werd bekend dat de visuele effects specialist Tim Miller zal worden ingehuurd voor de regie. Hiermee zal Miller zijn regiedebuut maken. In december 2014 werd bevestigd dat Reynolds de titelrol zal spelen. In januari 2015 waren T.J. Miller en Ed Skrein in gesprek voor de film. In februari 2015 werd Gina Carano gecast voor de rol Angel Dust. Miller en Morena Baccarin werden toegewezen voor ongespecificeerde rollen. Daniel Cudmore werd ook benaderd voor wederom de rol van Colossus, maar hij bedankte hiervoor omdat hij niet werd gevraagd voor de karakterstem. De stem werd uiteindelijk toegewezen aan Stefan Kapičić en de motion capture aan Andre Tricoteux. De eerste opnames vonden plaats op 23 maart 2015 in Vancouver in Canada. De opnames werden op 29 mei 2015 afgerond. De totale productie bedroeg 58 miljoen Amerikaanse dollar. De film werd gemaakt voor onder meer IMAX.

### Muziek
De originele filmmuziek is gecomponeerd en geproduceerd door Tom Holkenborg, beter bekend als Junkie XL. Op 4 oktober 2015 werd door de filmproducenten aangekondigd dat Junkie XL is ingehuurd voor het componeren van de filmmuziek. Het nummer Angel of the Morning van Juice Newton werd als openingsscène gebruikt, waarmee een actiescène in slow motion werd afgespeeld. In de film werd een aantal keren de naam Wham! genoemd, pas op het einde van de film hoor je inderdaad George Michael het nummer Careless Whisper zingen. Op 5 maart 2016 kwam het soundtrackalbum binnen op plaats 30 in de Amerikaanse Billboard 200.

### Opbrengst
Het openingsweekend in de Verenigde Staten bedroeg 135 miljoen US dollar. Een openingsrecord voor een volwassen film in de Verenigde Staten. De film was ook goed voor plaats 17 voor bedragen van het eerste weekend in de Verenigde Staten aller tijden, opdat moment. De opbrengst wereldwijd in zijn eerste weekend met 260 miljoen US dollar werd ook als een groot succes gezien. De totale opbrengst van de film was $ 781.575.627 wereldwijd aller tijden, waarvan $ 363.070.709 in Noord-Amerika.